# طوب خرساني

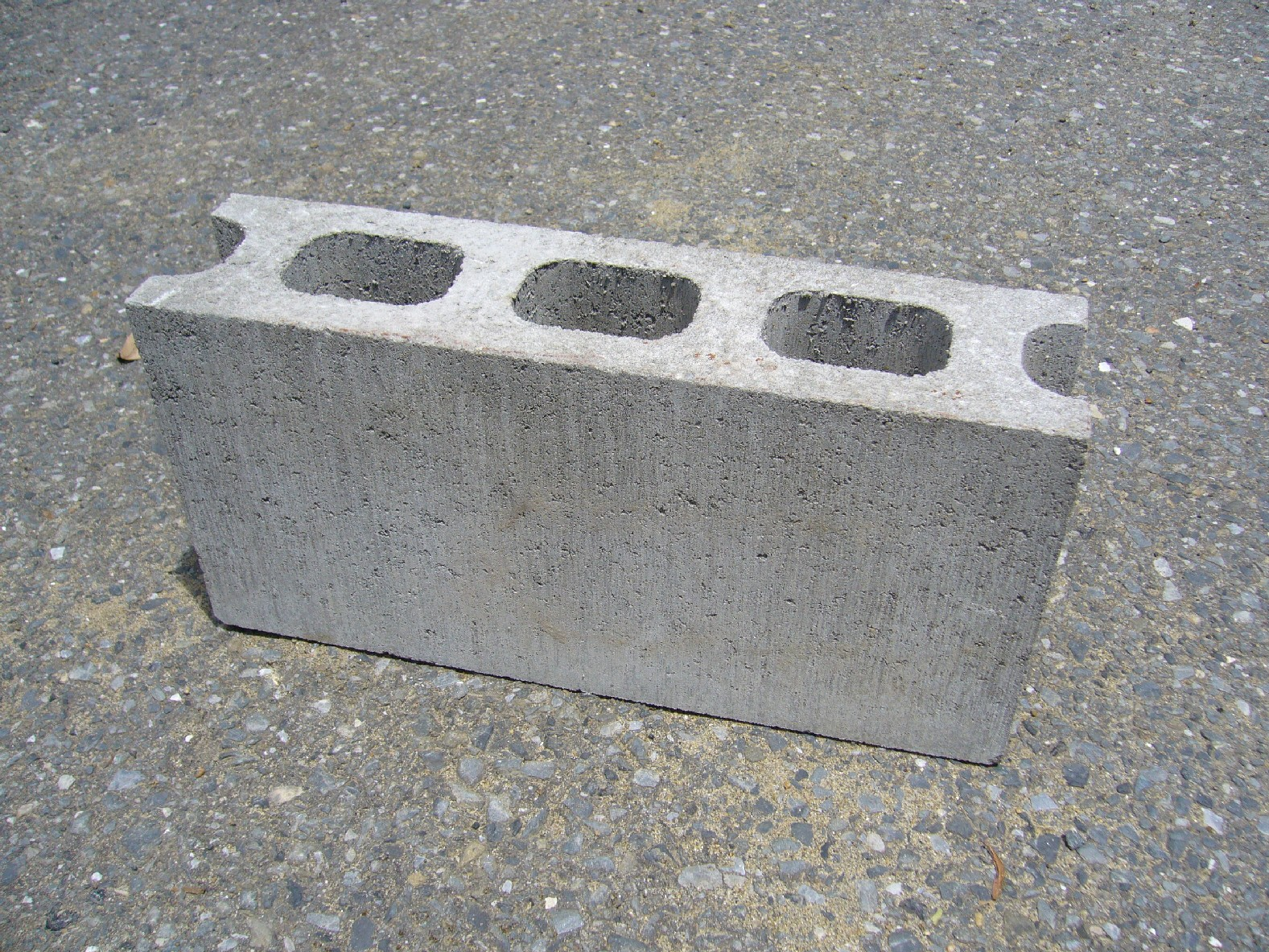
طوبة خرسانية (بلوك).

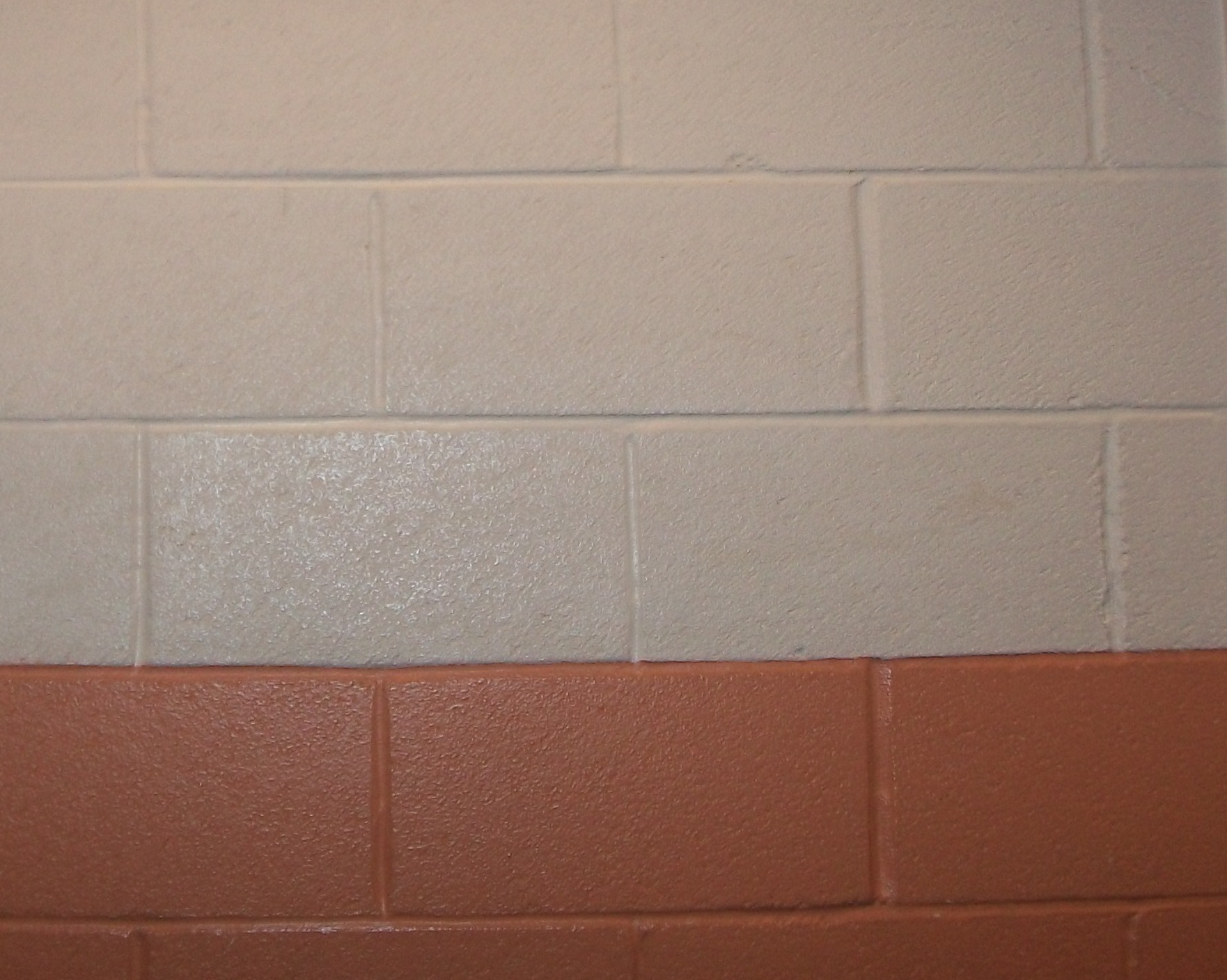
جدار داخلي مبني من الطوب الخرساني ومدهون بالطلاء.

الطوب الخرساني هو قالب مستطيل ذو حجم قياسي يُستخدم في إنشاء المباني. يُعد الطوب الخرساني أحد منتجات البناء الأكثر تنوعًا والمتوفرة نظرًا لتنوع المظاهر التي يمكن تنفيذها باستخدام الطوب الخرساني.
في الولايات المتحدة، يُطلق على الطوب الذي يحتوي على ركام من الرماد (الرماد المتطاير أو الرماد السفلي) طوب الرماد، وطوب السقاط (السقاط هو مرادف للرماد) في المملكة المتحدة، والطوب المفرغ أو الهوردي في الفلبين. يُعرف في نيوزيلندا وكندا بالطوب الخرساني (اسم شائع في الولايات المتحدة أيضًا). يُطلق عليه أيضًا اسم طوب البناء في نيوزيلندا. يُسمى في أستراليا طوب بيسر، نظرًا لكون شركة بيسر المورد الرئيسي للآلات التي صنعت الطوب الخرساني. تُستخدم مادة كلنكر كركام في طوب كلنكر. لغايات الاستخدام غير التقني، عادة ما تُعمم مصطلحات طوب الرماد وطوب السقاط لتشمل جميع هذه الأصناف.

## التكوين
يُصنع الطوب الخرساني من الخرسانة المصبوبة (أي الأسمنت البورتلاندي والركام، وعادة ما يُستخدم الرمل والحصى الناعم لإنتاج طوب عالي الكثافة). قد تُستخدم النفايات الصناعية، كالرماد المتطاير أو الرماد السفلي، ركامًا في الطوب ذو الكثافة المنخفضة. غالبًا ما تُستخدم المواد المعاد تدويرها في صناعة الطوب، كالزجاج المُستهلك أو الركام المُعاد تدويره. قد يؤدي استخدام المواد المعاد تدويرها إلى إنتاج طوب بمظاهر مختلفة، كتشطيب كسر الرخام، وقد تساهم بحصول المُنشأ النهائي على شهادة نظام الريادة في تصميمات الطاقة والبيئة. يمكن إنتاج طوب خفيف الوزن باستخدام الخرسانة خفيفة الوزن.

## الحجم والبنية
يسمح استخدام أعمال الطوب في تشييد المباني تبعًا لنمط البناء الحجري التقليدي بطبقات (أو مداميك) من الطوب المتداخل. يمكن إنتاج الطوب الخرساني بتجويف مفرغ لتقليل الوزن أو تحسين العزل.  يُنتج الطوب بأحجام معيارية، وعادة ما يُشار لأكثرها رواجًا (بسماكتها) بـ«4 بوصة» و«6 بوصة» و«8 بوصة» و«12 بوصة». في الولايات المتحدة، يبلغ طول الطوب الخرساني 16 بوصة (410 مم) وعرضه 8 بوصات (200 مم). تقل الأبعاد الفعلية لهذه القطع بمقدار 3⁄8 بوصة (9.5 مم) عن الأبعاد الاسمية (للسماح بوجود طبقة من الملاط بسمك 3⁄8  بين القوالب في أي اتجاه). في أيرلندا والمملكة المتحدة، عادة ما تكون أبعاد الطوب 440 مم × 215 مم × 100 مم (17.3 بوصة × 8.5 بوصة × 3.9 بوصة) دون احتساب طبقة الملاط.
عادة ما يُدبب جوف الطوب بطريقة يكون سطحه العلوي (كما هو موضوع) ذو مساحة أكبر لنشر الملاط عليه وللتعامل معه بسهولة أكبر. يحتوي معظم الطوب الخرساني على تجويفين، ويُنتَج أيضًا طوب بثلاثة أو أربعة تجاويف. يتيح التجويف إدخال حديد التسليح ليمتد عبر المداميك لزيادة قوة الشد. يُنجز ذلك بترويب الفراغات الموجودة في الطوب الذي يحتوي على حديد التسليح والخرسانة. بالتالي، تمتلك جدران الطوب المسلحة قدرة أكثر على مقاومة الأحمال الجانبية كأحمال الرياح والقوى الزلزالية.
هناك العديد من الأشكال المتخصصة التي تتيح البناء بمميزات خاصة. الطوب على شكل حرف يو أو الطوب المُثبّت بالتحزيز للسماح ببناء الكمرة الرابطة أو مجاميع العتبات، باستخدام تسليح أفقي يجري تمليطه في مكانه في التجويف. يسمح الطوب الذي يحتوي على قناة في طرفه، والمعروف بـ «طوب العارضة»، بتثبيت الأبواب في مجاميع الجدران. يتيح الطوب ذو الأطراف المحززة تشييد وصلات التحكم، ما يسمح بارتكاز مادة الحشو بين أطراف الطوب غير المملطة. يمكن إضافة ميزات أخرى، كالزوايا ذات الأقطار والمعروفة بـ «المقوّرَة». يوجد أيضًا مجموعة متنوعة من الأنماط الزخرفية.
يمكن صنع الطوب الخرساني باستخدام ركام خاص لإنتاج ألوان أو قوام معين لأغراض التشطيب. يمكن إنتاج قوام خاص بتقسيم وحدتي طوب ربس (عصب) أو مصمت؛ تُعرف هذه الوحدات المنتجة في المصنع بطوب «الربس المقسّم» أو «الوجه مقسّم». يمكن تحزيز الطوب بخدش عرض طبقة الملاط  لمحاكاة نماذج مختلفة من الطوب. على سبيل المثال، يمكن تحزيز طوب بأبعاد 8 × 16 بوصة (200 مم × 410 مم) في المنتصف لمحاكاة طوب بحجم 8 × 8 بوصة (200 مم × 200 مم)، مع ملء الحزوز بالملاط ودقها لمطابقة الوصلات الحقيقية.

## وصلات خارجية
- كيف تُصنع المنتجات: المجلد 3 الطوب الخرساني (بالإنجليزية)
- تاريخ الطوب الصخري (بالإنجليزية)
- « البلوك » تحدٍ جديد في مرحلة إعادة الإعمار بغزة، فلسطين اليوم